# Leucochrysa (Nodita) askanes
Leucochrysa (Nodita) askanes is een insect uit de familie van de gaasvliegen (Chrysopidae), die tot de orde netvleugeligen (Neuroptera) behoort. 
Leucochrysa (Nodita) askanes is voor het eerst wetenschappelijk beschreven door Banks in 1946.